# Masahiro Miyazaki
Pour les articles homonymes, voir Masahiro.
Masahiro Miyazaki est un kenshi japonais célèbre pour avoir été en tout six fois champion du japon.

## Biographie
Masahiro Miyazaki est né en 1963 dans la préfecture de Kanagawa. Il étudie à l'école primaire municipale de Shitanoya (Yokohama) dès 1969, et s'inscrit au Genbukan Sakagami dojo. Après avoir obtenu son diplôme de l'école secondaire Sagami affiliée à l'Université Tōkai, réputée pour avoir un club de kendo important, il entre en 1981 au service de police de la préfecture de Kanagawa, où il est toujours employé.
En 2008, il assure le poste de professeur de kendo à l'école de police de Kanagawa.

## Kendo
Il est 8e dan de kendo. De plus, il est instructeur au rang de Kyoshi.

### Prix
- Il a reçu en 1997 le 46e prix sportif de Kanagawa (Il est le second kendoka en 37 années depuis Nakamura Taro).
- Il a reçu en 1999 le 49e prix sportif du Japon. Il est le premier sportif d'une discipline non olympique à le recevoir.

### Compétition
Le plus haut fait d'armes de Masahiro Miyazaki est d'avoir participé douze fois consécutives (de 1990 à 2001) aux championnats All-Japan Kendo et de l'avoir remporté six fois (et être arrivé second deux fois). Il a été finaliste cinq fois consécutivement et a gagné deux fois le tournoi durant deux années consécutives. Il a gagné le championnat mondial de kendo quatre fois en équipe et une fois individuellement. Il possède le plus grand palmarès de kendo depuis la Seconde Guerre mondiale. Sa capacité à améliorer sa technique au long des années, lui a valu d'être appelé « Great Swordsman of the Heisei period », « Superman of the Heisei period », « Toughest Man of the Kendo Community » et « Genius Swordsman ».
Son règne sur le kendo mondial prend fin en 2000, lorsque Naoki Eiga le bat en finale du championnat All Japan Kendo Championship alors qu'il l'avait vaincu en finale de ce même tournoi l'année précédente. Il est officiellement retraité du milieu du kendo depuis octobre 2003, date de sa dernière défaite au championnat All-Japan Police Kendo face à Yoneya Yuichi.

## Sources
- Biographie sur l'International Budo Symposium